# The Ultimate Aural Orgasm
Albums de Scooter
Who's Got The Last Laugh Now?
(2005) Jumping All Over The World
(2007)
The Ultimate Aural Orgasm est le douzième album du groupe allemand Scooter. Il est sorti le 9 février 2007 en Allemagne et le 4 juin 2007 en Australie. 

## Titres de l'album
| 1.    | Horny in Jericho           |                          |  |
| 2.    | Behind the Cow             | Fatman Scoop             |  |
| 3.    | Does The Fish Have Chips?  |                          |  |
| 4.    | The United Vibe            |                          |  |
| 5.    | Lass uns Tanzen            |                          |  |
| 6.    | U.F.O. Phenomena           |                          |  |
| 7.    | Ratty's Revenge            |                          |  |
| 8.    | The Shit That Killed Elvis | Jimmy Pop et Bam Margera |  |
| 9.    | Imaginary Battle           |                          |  |
| 10.   | Scarborough Affair         |                          |  |
| 11.   | East Sands Anthem          |                          |  |
| 12.   | Love Is An Ocean           |                          |  |
| 50:21 |                            |                          |  |